# Jannis Plastargias

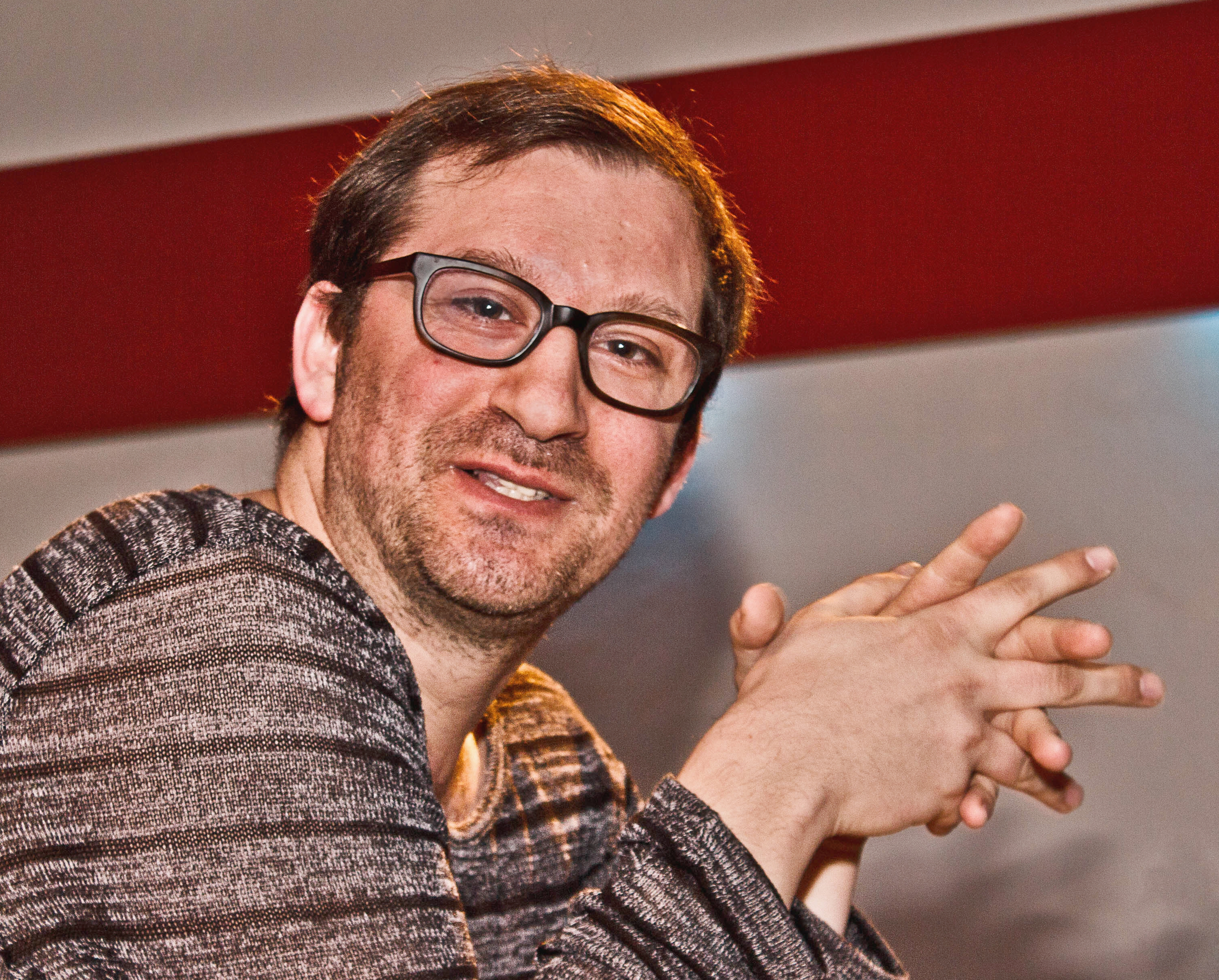
Jannis Plastargias (2013)

Jannis Plastargias, auch Joannis Plastargias (* 6. Juli 1975 in Kehl) ist ein griechisch-deutscher Pädagoge und Kulturaktivist sowie freier Autor und Blogger. Er betreibt seit Ende der 2000er Jahre das Blog schmerzwach.

## Leben

### Ausbildung und Beruf
Jannis Plastargias wurde als Sohn griechischer Gastarbeiter geboren und wuchs in seinem Geburtsort Kehl am Rhein auf. Er studierte an der Pädagogischen Hochschule in Karlsruhe auf Lehramt für Grund- und Hauptschule und später als Ergänzungsstudiengang Diplom-Pädagogik mit dem Schwerpunkt Interkulturelle Erziehung. Nebenher war er in der Schulsozialarbeit an einer Brennpunktschule in Karlsruhe tätig. Sein Studium schloss er 2004 mit dem Diplom ab. Von 2005 bis 2008 arbeitete er als pädagogischer Mitarbeiter an der Erich-Kästner-Schule in Darmstadt-Kranichstein.
Von 2008 bis 2009 absolvierte Plastargias an der Goethe-Universität in Frankfurt am Main den Aufbaustudiengang „Buch- und Medienpraxis“. Anschließend, von 2009 bis 2011, war er als Koordinator bei einem bundesweiten Projekt zur Verbesserung der Arbeitsmarktchancen von Menschen mit Migrationshintergrund tätig. Von 2011 bis 2012 arbeitete er als Klassenlehrer an der Erasmus Grundschule in Frankfurt am Main.

### Tätigkeit als Kulturaktivist, Autor und Blogger

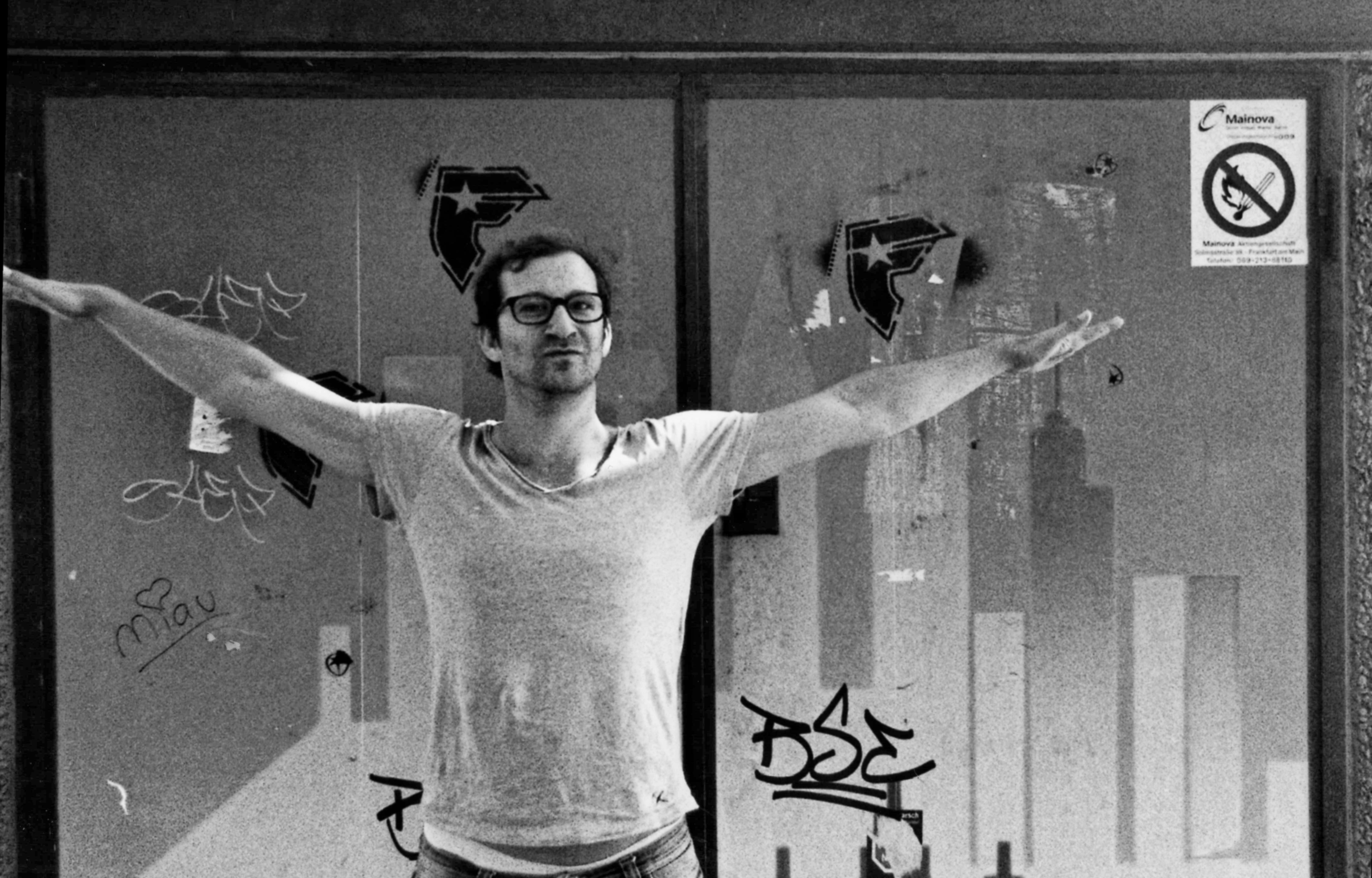
Jannis Plastargias (2010)

Plastargias engagiert sich nebenher vielfältig im kulturellen Bereich, teils auch bei interkulturellen Projekten. Seine Diplomarbeit von 2004, in der er sich mit dem Thema „Bodybuilding“ als Mittel zur Stärkung jugendlichen Selbstwertgefühls befasste, erschien 2009 als Sachbuch. 2011 veröffentlichte er den Jugendroman Plattenbaugefühle, der 2013 in zweiter Auflage herauskam. Seit 2012 ist Plastargias als freier Autor, Blogger und Kulturmanager tätig. Er schreibt u. a. Jugendromane, Kurzgeschichten und Erzählungen, bei denen er sich oft mit dem Thema Homosexualität auseinandersetzt, und wurde inzwischen zu mehreren Autorenlesungen eingeladen.
Seit 2009 betreibt er den Blog schmerzwach. Zudem ist er ständiger Mitarbeiter für Interkulturelle Literatur beim 2010 gegründeten Online-Autorenportal Faust-Kultur, einem nach eigenen Angaben „Autoren- und Künstlernetzwerk aus FrankfurtRheinMain mit (inter)nationaler Ausrichtung“. Das Portal Faust-Kultur, für das Plastargias regelmäßig schreibt und deren Reihe Das halbe Wort betreut, wird u. a. auf dem Onlinemagazin Perlentaucher gespiegelt und war im Buchmesse Blog der Frankfurter Buchmesse vertreten.
Plastargias ist seit 2005 Kulturredakteur bei der Programmschiene Radiosub von Radio X in Frankfurt am Main und seit 2011 zweiter Vorsitzender des Vereins Sprich! e. V., der ebenfalls in Frankfurt ansässig ist und der Sprach- und Leseförderung von benachteiligten Jugendlichen anbietet. Seit 2008 ist er Erwachsenenjuror beim Jugendbuchpreis Goldene Leslie, dem Leseförderungspreis des Landes Rheinland-Pfalz. Er war 2010 und 2011 jeweils Mitglied der Textwerkstatt Darmstadt unter der Leitung von Kurt Drawert und veröffentlichte in diesem Rahmen zwei Texte in der Anthologie Die Haltbarkeit des Glücks. Seit 2011 gehört er der Frankfurter Autorengruppe Plan B an.
Seit April 2012 betreibt er zusammen mit Caro Hönn und Kristina Senk die Lesebühne des Glücks im Glücksladen in Frankfurt-Nordend, die regelmäßig Lesungen und Literaturgespräche veranstaltet sowie weitere Literaturprojekte im Raum Frankfurt am Main initiiert und organisiert, wie die LiteRadTour, die Lese-Inseln des Glücks und den Frankfurter Diary Slam. Zudem engagiert er sich als Autor und Moderator bei dem im Mai 2014 gegründeten Frankfurter Literaturexperiment Theke, Texte, Temperamente; einer an verschiedenen gastronomischen Orten stattfindenden Veranstaltungsreihe, in der jeweils ausgewählte Literatur vorgestellt und darüber mit dem Publikum diskutiert wird. Im Oktober 2013 initiierte er die neue Lyrikgruppe Dichtungsfans, die sich regelmäßig in einer Lyrikwerkstatt trifft und über Lyrik und eigene Texte redet, aber vor allem auch innovative Veranstaltungen wie Undercover. Frankfurter Autor*Innen und ihre Lieblingsgedichte organisiert und durchführt.
Von Ende 2012 bis Mitte 2014 befasste Plastargias sich im Rahmen des Programms „StadtteilHistoriker“ 2012–2014 der Stiftung Polytechnische Gesellschaft Frankfurt am Main mit einer historischen Arbeit über die Rote Zelle Schwul (RotZSchwul); eine Schwulengruppe in Frankfurt am Main, die in der Frühphase der deutschen Schwulenbewegung im Jahr 1971 auf Initiative des Sexualwissenschaftlers Martin Dannecker gegründet wurde. Plastargias schrieb ein Buch über die Bewegung, das 2015 im Berliner Querverlag herauskam.
Jannis Plastargias lebt und arbeitet in Frankfurt am Main.

## schmerzwach(Blog)

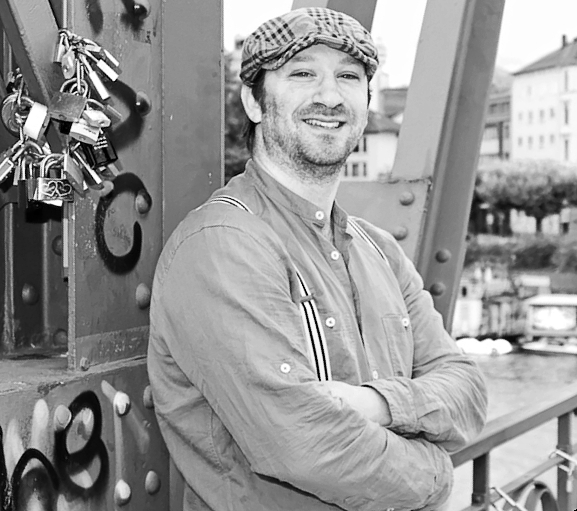
Den „Liebesschlössern“ am Frankfurter Eisernen Steg widmete Plastargias 2011 einen Blogbeitrag auf schmerzwach

In seinem Blog schmerzwach (www.schmerzwach.blogspot.com) hat Plastargias das erste Posting frühmorgens am 6. Dezember 2009 hochgeladen. Es war eine lustige Anekdote über seinen Nachbarn. Es folgten weitere Anekdoten aus seinem Leben sowie Buch- und Filmrezensionen, die heute noch einen Schwerpunkt bilden. Der Blog entwickelte sich dann zunehmend zu einem Literatur- und Kulturblog, wurde aber auch zu einem Medium, in dem Plastargias sich mit Geschlechterfragen und Rollenvorbildern sowie mit gegenwärtig urbanen Themen auseinandersetzt. So befasst er sich u. a. mit der Occupy-Bewegung, dem Thema „Gentrifizierung“, dem Leben der „neuen Bohème“ und dem Nachwirken der „alten Beat Generation“.
Inzwischen berichtet Plastargias in seinem Blog sowohl über Erlebnisse in verschiedenen Szenen Frankfurts, insbesondere in der Kultur- und der Queerszene, als auch über seine eigenen Experimente, Projekte und literarischen Arbeiten, Autorenlesungen etc.
In seinem schmerzwach-Blog werden von Plastargias oft Bilder und Videos eingesetzt, den Schwerpunkt bilden aber Textbeiträge, gelegentlich auch als Gastbeiträge.
Die Anzahl der Seitenabrufe lag nach eigenen Angaben Mitte 2012 bei mehr als 200.000.

## Publikationen
als Autor
- Bodybuilding zur Stärkung des jugendlichen Selbstwertgefühls. Kubayamashi-Do Studien- und Fachbuchverlag, Frankfurt am Main 2009, ISBN 978-3-9808375-9-0 (zugleich Diplomarbeit, Pädagogische Hochschule Karlsruhe 2004).
- Plattenbaugefühle. Jugendroman. Größenwahn-Verlag, Frankfurt am Main 2011, ISBN 978-3-942223-07-2; 2. Auflage 2013.
- Der träumende Jonas. epubli-Verlag, Berlin 2012, ISBN 978-3-8442-2507-5 (Elektronische Ressource).
- Schmerzwach. Ein Buch über das Leben, die Liebe und die neue BEAT Generation. Neue Ausgabe. BloggingBooks, Saarbrücken 2012, ISBN 978-3-8417-7038-7 (Elektronische Ressource).
- Hoffnung Blaue Seiten. Eine schwule Erzählung. TUBUK.digital, 2013, ISBN 978-3-9559500-0-2 (E-Book/Elektronische Ressource).
- Meine Mutter Griechenland. Μητέρα μου Ελλάδα. TUBUK.digital, 2013, ISBN 978-3-9559500-2-6 (Kurzgeschichten; E-Book/Elektronische Ressource).
- Berlin Utopia (= Weltentaucher Spin-Off, Band 3). Kindle Edition, Frankfurt am Main 2013 (E-Book/Elektronische Ressource).
- Großstadtgefühle. michason & may, Frankfurt am Main 2014, ISBN 978-3-862860-35-7.
- Liebe/r Kim. Briefroman. Größenwahn-Verlag, Frankfurt am Main 2014, ISBN 978-3-942223-92-8.
- Schmerzwach – 5 Jahre Heartcore Blogging. Kindle Edition, Frankfurt am Main 2015 (E-Book/Elektronische Ressource).
- RotZSchwul. Der Beginn einer Bewegung (1971–1975). Querverlag, Berlin 2015, ISBN 978-3-89656-238-8.
- Rauschgefühle. astikos Verlag, Gersthofen 2016, ISBN 978-3-946196-09-9.
- Sekt und Sex: Eine Geschichte über das schönste Prickeln im Leben (Appetit). Größenwahn Verlag, Frankfurt am Main 2017 (E-Book/Elektronische Ressource).
- Türkische Gefühle. astikos Verlag, Gersthofen 2018, ISBN 978-3-946196-16-7 (E-Book/Elektronische Ressource).

als Herausgeber
- Liebe und andere Schmerzen. 16 Herzschläge. Größenwahn-Verlag, Frankfurt am Main 2013, ISBN 978-3-942223-23-2 (Anthologie; enthält u. a. auch zwei Kurzgeschichten von Jannis Plastargias).
- Gleich, Liebes, gleich ist das Essen fertig. 18 erotische Rezepte. Größenwahn-Verlag, Frankfurt am Main 2014, ISBN 978-3-942223-80-5 (Anthologie; enthält u. a. auch eine Kurzgeschichte von Jannis Plastargias).
- Heartbeatclub. 17 heiße Rhythmen. Größenwahn-Verlag, Frankfurt am Main 2015, ISBN 978-3-957710-45-1 (Anthologie; enthält u. a. auch zwei Kurzgeschichten von Jannis Plastargias).
- Frankfurter Verkehrsliteratour. Größenwahn-Verlag, Frankfurt am Main 2015, ISBN 978-3-95771-057-4 (Anthologie; Mitherausgeberinnen: Daria Eva Stanco und Nina Maria Marewski; enthält u. a. auch eine Kurzgeschichte von Jannis Plastargias).

Buchbeiträge
- Madonna in Madrid. In: Jannis Plastargias, Raik Thorstad u. a.: Kräuter-Code. Zehn würzige Kurzgeschichten. Incubus-Verlag, Dortmund 2012, ISBN 978-3-9815220-1-3, S. 60–78.
- Pozz-Blitz, Vampir. In: E. M. Jungmann, Jannis Plastargias, Elke Nagel u. a.: Zur Hölle einfach weitergehen. Neun sündhafte Erzählungen. CreateSpace, North Charleston (USA) 2013, ISBN 978-1-4895-8894-4, S. 43–64.
- Friedberger Platz. Im Einsatz. Mein wunderbarer Waschsalon. In: Peter Koebel u. a.: Frankfurt Walking. michason & may, Frankfurt am Main 2014, ISBN 978-3-86286-040-1, S. 28–29, 120–122, 152–154.
- Weiß wie das Licht. In: Rinaldo Hopf & Axel Schock: Mein schwules Auge 11. Das Jahrbuch der schwulen Erotik. konkursbuch Verlag Claudia Gehrke, Tübingen 2014, ISBN 978-3-88769-971-0, S.;22-28.
- Liebes-Hunger-Rausch. In: Rinaldo Hopf & Axel Schock: Mein schwules Auge 12. Das Jahrbuch der schwulen Erotik. konkursbuch Verlag Claudia Gehrke, Tübingen 2015, ISBN 978-3-88769-012-0, S.;214-219.
- Momente voller Hoffnung auf eine bessere Zukunft. In: Carolin Eichenlaub, Beatrice Wallis (Hrsg.): Neu in der Fremde. Von Menschen, die ihre Heimat verlassen. Beltz & Gelberg, Weinheim 2016, ISBN 978-3-407-82133-1, S. 149–168.
- Die Freiheit in Gedanken. In: Juliane Seidel (Hrsg.): Like a Dream. Benefizanthologie. CreateSpace, North Charleston (USA) 2016, ISBN 978-1-53953-672-7, S. 79–103.